# Emmanuel Nunes
Emmanuel Nunes (* 31. August 1941 in Lissabon; † 2. September 2012 in Paris, Frankreich) war ein portugiesischer Komponist und Mitglied der Gruppe l’Itinéraire (die Route). 

## Leben
Nunes studierte Harmonielehre und Kontrapunkt an der Musikakademie Lissabon und nahm an den Darmstädter Ferienkursen für Neue Musik bei Pierre Boulez (1965) und Henri Pousseur (1964) teil. Er zog 1964 nach Paris und ein Jahr später nach Köln, wo er Komposition bei Henri Pousseur und Karlheinz Stockhausen, elektronische Musik bei Jaap Spek und Phonetik bei Georg Heike studierte. In den 1970er Jahren erhielt er verschiedene Stipendiate und errang einige Preise wie den Premier Prix d’Esthetique Musicale am Konservatorium Paris.
Seit den 1980er Jahren unterrichtete er selbst, unter anderem an der Gulbenkian-Stiftung in Lissabon, am Conservatoire de Paris und bei den Darmstädter Ferienkursen (2002). Von 1986 bis 1992 nahm er einen Lehrauftrag für Komposition am Institut für Neue Musik der Musikhochschule Freiburg wahr. 1991 wurde Nunes vom portugiesischen Präsidenten zum Comendador da Ordem de Santiago da Espada ernannt. 1996 Ernennung zum Dr. h. c. der Université de Paris VIII. 1999 erhielt er den CIM-Preis der UNESCO, 2000 den Pessoa-Preis. Von 1992 bis 2006 war Nunes Professor für Komposition am Konservatorium Paris.

## Werke

### Oper
- 2007: Das Märchen [Le Conte, dit le Serpent vert], Oper in einem Prolog und zwei Akten. Libretto von Emmanuel Nunes (nach Johann Wolfgang von Goethe: Das Märchen).

### Orchesterwerke
- 1977: Ruf – Orchesterwerk mit Tonband
- 1979: Chessed II
- 1978–1985: Tif’Ereth – für sechs Soloinstrumente und sechs Orchestergruppen mit zwei Dirigenten
- 1991: Quodlibet – für Schlagzeugsextett, Instrumentalensemble und Orchester mit sieben Solisten und zwei Dirigenten
- 1994: Chessed IV – für Streichquartett und Orchester
- 2000/2001: Musivus
- 1981/2002: Nachtmusik II

### Ensemblemusik
- 1972: Omens II
- 1986: Wandlungen – Werk für Ensemble und Live-Elektronik
- 1986: Musik der Frühe
- 1987: Duktus
- 1992: Lichtung I
- 1996: Lichtung II
- 1979/2005: Chessed I
- 2005: Improvisation I – Für ein Monodram
- 2006: Épures du serpent vert I
- 2006: Épures du serpent vert II
- 2007: Lichtung III
- 2007: Épures du serpent vert IV

### Vokalwerke
- 1975–1976: Minnesang
- 1981–1986: Vislumbre
- 1992: Machina Mundi
- 1996: Omnia mutantur nihil interit

### Sonstige Werke
- 1986: Sonata a tre
- 1988: Clivages I und II
- 1983–1989: Aura
- 2005: Improvisation II
- 2006–2007: La main noire